# Шпехрев
Шпехрев (дари شپکرف ) — кишлак на северо-востоке Афганистана, в вилаяте (провинции) Бадахшан. Входит в состав района Вахан.

## Географическое положение
Шпехрев расположен на северо-востоке Бадахшана, в высокогорной местности, на левом берегу реки Вахандарьи, на расстоянии приблизительно 239 километров к востоку от города Файзабада, административного центра вилаята. Абсолютная высота — 3234 метра над уровнем моря. Ближайшие населённые пункты — кишлак Нирс (выше по течению Вахандарьи), кишлак Шхаур (ниже по течению Вахандарьи).

## Население
В национальном составе преобладают ваханцы.